# آیرم بالا
آیرم بالا (ترکی آذربایجانی: Yuxarı Ayrım) یک منطقهٔ مسکونی در جمهوری آرتساخ است که در استان شاهومیان واقع شده‌است. نام این روستا برگرفته از نام آیروملوها است که پیش‌تر در نزدیکی این ناحیه می‌زیستند.